# Formazione dei Fleetwood Mac
Le formazioni dei Fleetwood Mac sono state le seguenti:

## Membri attuali
- Stevie Nicks: voce
- Mike Campbell: voce, chitarra elettrica
- Neil Finn: voce, chitarra elettrica
- John McVie: basso
- Mick Fleetwood: batteria e percussioni

## Membri precedenti
- Peter Green, chitarra, voce
- Christine McVie, tastiera, voce
- Bob Brunning, basso
- Jeremy Spencer, chitarra, voce
- Danny Kirwan, chitarra, voce
- Bob Welch, chitarra
- Dave Walker, voce
- Bob Weston, chitarra
- Lindsay Buckingham, chitarra
- Rick Vito, chitarra
- Billy Burnette, chitarra
- Bekka Bramlett, voce
- Dave Mason, chitarra
- Brett Tuggle, tastiera

## Cronologia delle formazioni

### Mark I
(novembre 1967-febbraio 1968)
- Bob Brunning - basso
- Peter Green - chitarra, voce
- Jeremy Spencer - chitarra, voce
- Mick Fleetwood - batteria

### Mark II
(1968)
- Peter Green - chitarra, voce
- Jeremy Spencer - chitarra, voce
- John McVie - basso
- Mick Fleetwood - batteria

### Mark III
(1968-1970)
- Danny Kirwan - chitarra, voce
- Peter Green - chitarra, voce
- Jeremy Spencer - chitarra, voce
- John McVie - basso
- Mick Fleetwood - batteria

### Mark IV
(1970-1971)
- Jeremy Spencer - chitarra, voce
- Danny Kirwan - chitarra, voce
- John McVie - basso
- Mick Fleetwood - batteria

### Mark V
(febbraio 1971-agosto 1972)
- Jeremy Spencer - chitarra, voce
- Danny Kirwan - chitarra, voce
- Christine McVie - tastiera, voce
- John McVie - basso
- Mick Fleetwood - batteria

### Mark VI
(settembre 1972-febbraio 1973)
- Bob Welch - chitarra, voce
- Danny Kirwan - chitarra, voce
- Christine McVie - tastiera, voce
- John McVie - basso
- Mick Fleetwood - batteria

### Mark VII
(marzo 1973-agosto 1973)
- Dave Walker - voce
- Bob Weston - chitarra
- Bob Welch - chitarra, voce
- Christine McVie - tastiera, voce
- John McVie - basso
- Mick Fleetwood - batteria

### Mark VIII
(settembre 1973-gennaio 1974)
- Bob Welch - chitarra, voce
- Bob Weston - chitarra
- Christine McVie - tastiera, voce
- John McVie - basso
- Mick Fleetwood - batteria

### Mark IX
(febbraio 1974-maggio 1975)
- Bob Welch - chitarra, voce
- Christine McVie - tastiera, voce
- John McVie - basso
- Mick Fleetwood - batteria

### Mark X
(1975-1988)
- Lindsey Buckingham - chitarra, voce
- Stevie Nicks - voce
- Christine McVie - tastiera, voce
- John McVie - basso
- Mick Fleetwood - batteria

### Mark XI
(1988-1993)
- Rick Vito - chitarra, voce
- Billy Burnette - chitarra, voce
- Stevie Nicks - voce
- Christine McVie - tastiera, voce
- John McVie - basso
- Mick Fleetwood - batteria

### Mark XII
(1993-1996)
- Bekka Bramlett - voce
- Dave Mason - chitarra, voce
- Billy Burnette - chitarra, voce
- Christine McVie - tastiera, voce
- John McVie - basso
- Mick Fleetwood - batteria, percussioni

### Mark XIII
(1996-1999)
- Stevie Nicks - voce
- Lindsey Buckingham - chitarra, voce
- Christine McVie - tastiera, voce
- John McVie - basso
- Mick Fleetwood - batteria, percussioni

### Mark XIV
(1999-2012)
- Stevie Nicks - voce
- Lindsey Buckingham - chitarra, voce
- John McVie - basso
- Mick Fleetwood - batteria, percussioni

### Mark XV
(2012-2018)
- Stevie Nicks - voce
- Lindsey Buckingham - chitarra, voce
- Christine McVie - tastiera, voce
- John McVie - basso
- Mick Fleetwood - batteria, percussioni

### Mark XVI
(2018-2021)
- Stevie Nicks: voce
- Mike Campbell: voce, chitarra elettrica
- Neil Finn: voce, chitarra elettrica
- Christine McVie: voce, tastiere
- John McVie: basso
- Mick Fleetwood: batteria e percussioni